# 内在医治运动
内在医治运动是基督教跨宗派的草根平民辅导运动。内在医治使用祷告、宽恕、悔改、拒绝谎言并以真理取代，以及处理伤痛记忆等方式，来达致情绪上和灵命上的医治。